# Riu Ador
L'Ador és un riu de la conca d'Aquitània al sud-oest de França. Amb una longitud de 335 quilòmetres, neix als massís pirinenc del Pic del Migdia de Bigorra, al coll de Tormalet (departament dels Alts Pirineus, Bigorra) i desemboca a l'oceà Atlàntic, després de travessar Baiona, entre Tarnos (Lanas) a la riba dreta i Anglet (departament dels Pirineus Atlàntics) a la riba esquerra.
L'Ador rep per la dreta l'Arròs i el Midosa, i per l'esquerra el Lui, el Niva i les Gaves Reunides (nom que pren la confluència de la Gave de Pau i la Gave d'Auloron 10 quilòmetres aigües amunt).
El nom, Ador, en basc Aturri i en llatí Aturrus és un nom de riu prellatí relacionat amb el mot basc Iturri "font".